# Estación Westwijk
Westwijk es una parada de tranvía dentro de la ciudad de Amstelveen, Países Bajos. La parada da servicio a la línea de Tranvía 25. La línea 25, denominada Amsteltram antes de recibir su número de línea, se inauguró oficialmente el 13 de diciembre de 2020, extraoficialmente 4 días antes, el 9 de diciembre.

## Historia

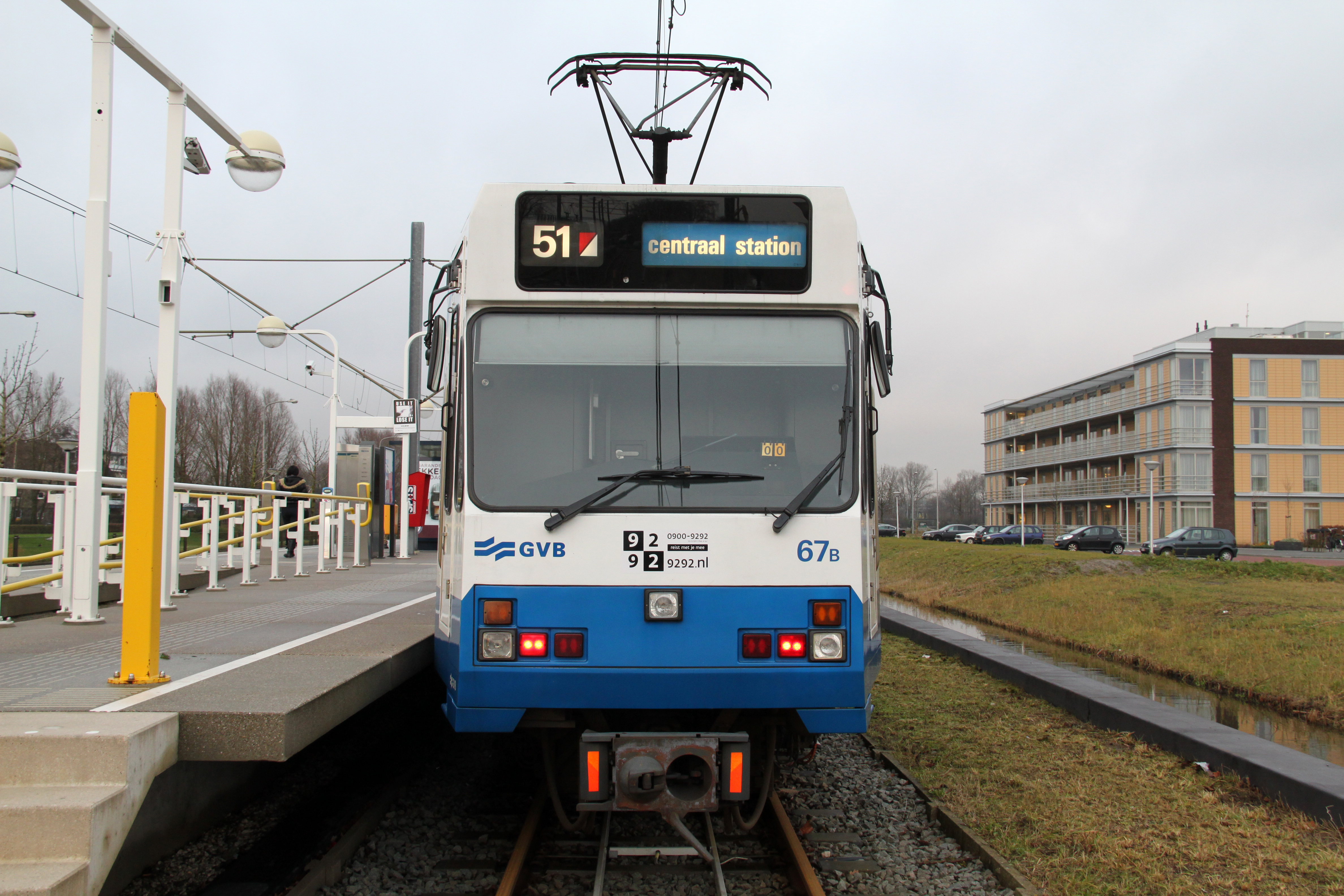
Línea de metro 51 sneltram (tranvía ligero) en Westwijk en 2011

Westwijk fue antes la antigua terminal de la línea 51 del metro, un servicio híbrido de metro/sneltram (tren ligero), que se inauguró en Westwijk en 2004. Al igual que un metro, el sneltram utilizaba plataformas de alto nivel. El servicio de metro al sur de la Estación Amsterdam Zuid se cerró en 2019 para bajar las plataformas para acomodar los nuevos tranvías de piso bajo para la línea 25.
Cuando se construyó la ampliación de la línea 51 del metro en 2004, se utilizó 1,5 km del firme de la línea ferroviaria Bovenkerk - Uithoorn desechada, una de las antiguas líneas ferroviarias de Haarlemmermeer. La sección de la línea en la que se encuentran las paradas de Westwijk y Sacharovlaan se inauguró en 1915 y estuvo en uso como línea ferroviaria hasta 1950. La estación Legmeerpolder del ferrocarril de Haarlemmermeer estaba justo al sur de la parada de Westwijk en JC van Hattumweg. Hoy en día, la vivienda del guardia de paso a nivel de la estación (baanwachter) existe hoy en el lado este de las vías del tranvía, al norte de JC van Hattumweg.[cita requerida]